# 45512 Holcomb
45512 Holcomb este o planetă minoră (asteroid), cu un diametru de 4,766 km, din centura de asteroizi. A fost descoperită pe 30 ianuarie 2000 la Catalina Station⁠(d) de Catalina Sky Survey. 
Obiectul prezintă o orbită caracterizată de o semiaxă mare de 3,0694624848273 UAi, o excentricitate de 0,053280739783797, o înclinație de 8,9100627373511 ° în raport cu ecliptica.